# 대청 나들목
대청 나들목(Daecheong IC)은 경상남도 김해시 관동동에 설치된 남해고속도로제3지선의 2번 나들목이다. 나들목 진출입로는 대청동과 접하고 있으며, 2017년 1월 13일에 개통되었다. 김해 방향 진출과 창원 방향 진입만 가능하다.

## 연혁
- 2012년 4월 19일 : 부산항신항 제2배후도로 건설로 나들목 신설을 위해 김해시 도시계획시설 교통광장에 장유면 관동리 일원을 대청 나들목으로 고시[1]
- 2017년 1월 13일 : 남해고속도로제3지선(부산항신항고속도로) 개통과 함께 영업 개시[2]

## 구조물 정보
기존 지방도 제1020호선 금관대로와 율하로가 분기되는 대청 나들목에 일부 램프를 추가한 형태이다. 나들목 부지가 협소하여 고속도로 본선에서는 김해 방향 진출 램프와 창원 방향 진입 램프만 설치되어 있다. 기존 대청 나들목에 장유 방향 진·출입 램프가 신설되어 고속도로에서 금관대로 양방향으로 모두 연결되나, 율하로에서는 고속도로와 진·출입할 수 있는 램프가 없다.
- 위치: 경상남도 김해시 관동동
- 영업소: 경상남도 김해시 율하로 34 (관동동)

## 접속하는 도로
- 지방도 제1020호선 (금관대로)

## 교통량 정보
| 요금소        | 통행량 (대/일) | 통행량 (대/일) | 통행량 (대/일) | 각주  |
| 요금소        | 2017년         | 2018년         | 2019년         | 각주  |
| ------------- | -------------- | -------------- | -------------- | ----- |
| 대청 (폐쇄식) | 29             | 87             | 88             | [ 3 ] |